# Tour du Nord
Tour du Nord var ett franskt etapplopp i landsvägscykling som avhölls i den tidigare regionen Nord-Pas-de-Calais (i allra nordligaste delen av landet, vid gränsen till Belgien) från 1933 till 1973. Antalet etapper varierade från två (1933 och 1952) till sju (1938–1939), vanligen fyra, från 1966 fem. Före andra världskriget hade hela loppet start och mål i Malo-les-Bains. När loppet återupptogs 1952 flyttades slutetappens mål till Roubaix, där också hela loppet startade från 1963 till sista upplagan. Från 1968 till 1973 var de fem etappernas sträckning Roubaix–Calais–Lillers–Cambrai–Anzin–Roubaix.

## Podieplaceringar
| År        | Vinnare             | Tvåa                  | Trea                           |
| 1933      | Henri Flament       | Albert Van Daele      | François Blin                  |
| 1934      | Achiel Dermaux      | Noël Declercq         | Raymond De Poorter             |
| 1935      | Georges Christiaens | Jules Pyncket         | Arthur Debruyckere             |
| 1936      | Albertin Dissaux    | René Walschot         | Edgard De Caluwé               |
| 1937      | Michel Hermie       | Edgard De Caluwé      | Noël Declercq                  |
| 1938      | Julien Legrand      | Omer Thys             | Jérôme Dufromont               |
| 1939      | Jérôme Dufromont    | Michel Hermie         | Omer Thys                      |
| 1940-1951 | ej arrangerat       | ej arrangerat         | ej arrangerat                  |
| 1952      | Emmanuel Thoma      | Jules Renard          | André Rosseel                  |
| 1953      | Albert Platel       | Michel Vuylsteke      | Edgard Sorgeloos               |
| 1954      | André Rosseel       | Florent Rondelé       | Antoine Frankowski             |
| 1955-1957 | ej arrangerat       | ej arrangerat         | ej arrangerat                  |
| 1958      | Willy Truye         | Daniel Denys          | Gustaaf Van Vaerenbergh        |
| 1959      | ej arrangerat       | ej arrangerat         | ej arrangerat                  |
| 1960      | Willy Truye         | Dick Enthoven         | Daniel Doom                    |
| 1961      | Martin van de Borgh | Clément Roman         | Lode Troonbeeckx               |
| 1962      | André Messelis      | Benoni Beheyt         | Frans Melckenbeeck             |
| 1963      | Jan Nolmans         | Georges Vandenberghe  | Jos Huysmans                   |
| 1964      | Jos Huysmans        | Guido Reybrouck       | Herman Van Springel            |
| 1965      | Willy Van den Eynde | Pierre Beuffeuil      | Jean-Claude Lefebvre           |
| 1966      | Roger Milliot       | André Messelis        | Jaak De Boever Hans Junkermann |
| 1967      | ej arrangerat       | ej arrangerat         | ej arrangerat                  |
| 1968      | Harry Steevens      | Leopold Van den Neste | Jos Huysmans                   |
| 1969      | René Pijnen         | Georges Pintens       | Jos Huysmans                   |
| 1970      | Raf Hooyberghs      | José Catieau          | Jean-Marie Leblanc             |
| 1971      | ej arrangerat       | ej arrangerat         | ej arrangerat                  |
| 1972      | Sylvain Vasseur     | Raymond Riotte        | Louis Verreydt                 |
| 1973      | Michel Roques       | Robert Mintkiewicz    | Guy Sibille                    |